# 랍비 아키바

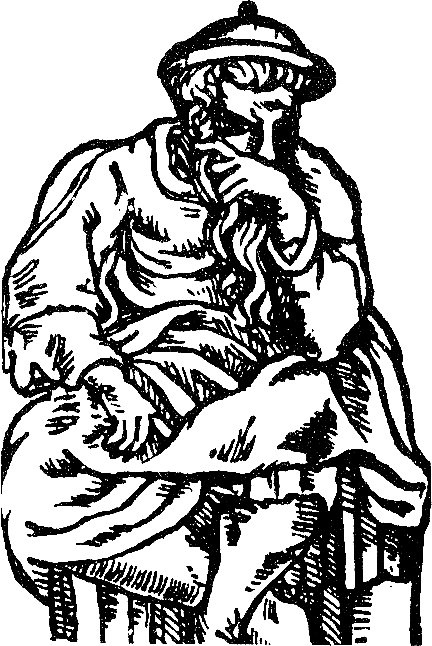

랍비 아키바(Rabbi Akiva, 본명: Akiva ben Yosef, 미슈나 히브리어: עֲקִיבָא בֶּן יוֹסֵף, ʿĂqīḇāʾ ben Yōsēp̄; c. 50 – 135년 9월 28일)는 유태인 학자이자 현자였으며 후기의 탄나였다. 1세기와 2세기 초. 랍비 아키바는 미슈나와 미드라시 할라카(Midrash halakha)의 주요 공헌자였다. 그는 탈무드에서 로쉬 라하하밈(Rosh la-Hakhamim)의 현자의 우두머리(Chief of the Sages)로 언급된다. 그는 바르 코크바의 난의 여파로 로마인에 의해 처형되었다.